# Российское общество по изучению еврейской жизни
Российское общество по изучению еврейской жизни — было создано в период Первой мировой войны русскими писателями и общественными деятелями П. Милюковым, Д. Мережковским, Ф. Сологубом, Л. Андреевым и М. Горьким. Общество возникло как ответная реакция на рост официального и стихийного антисемитизма в Российской империи.
Деятельность общества была замечена при дворе и общество стало пользоваться покровительством Императрицы Александры Фёдоровны. Появилась и подобающая формальная структура — председателем стал обер-гофмейстер Двора граф И. И. Толстой, учрежден комитет общества, куда вошли П. Милюков, М. Горький, А. Куприн.

## История
Во время первой мировой войны правительство Российской империи запретило употребление иврита и идиша не только в печати, но и в личной переписке, вероятно чтобы облегчить перлюстрацию. Писатели евреи стали покидать страну. Именно тогда по инициативе Л. Андреева, М. Горького и Ф. Сологуба и возникло общество
Общество начало свою деятельность с опроса об антисемитизме писателей и русских общественных деятелей. Второй акцией Общества стала публикация обращения против антисемитизма, которую подписали свыше двухсот русских писателей и общественных деятелей. Наконец Общество приступило к изданию сборника «Щит», целиком посвящённого защите гражданских прав еврейского населения Российской империи. В 1915—1916 годах вышло три издания сборника.
Члены общества не только писали статьи и художественные произведения на темы о положении российских евреев, но и участвовали в конктретных акциях. Так зимой 1915 года Ф. К. Сологуб от имени Общества ездил на встречу с Григорием Распутиным, чтобы лично удостовериться, что Распутин превратился из антисемита в сторонника еврейского полноправия.